# Terpios australiensis
Terpios australiensis är en svampdjursart som beskrevs av Jörn Hentschel 1909. Terpios australiensis ingår i släktet Terpios och familjen Suberitidae.
Artens utbredningsområde är havet kring Australien. Inga underarter finns listade i Catalogue of Life.